# Milan Badelj
Milan Badelj (født 25. februar 1989 i Zagreb, Jugoslavien) er en kroatisk fodboldspiller (central midtbane). Han spiller for Fiorentina i Italien.
Fra 2007 til 2012 spillede Badelj hos den kroatiske storklub Dinamo Zagreb. Her var han med til fire gange i træk at vinde det kroatiske mesterskab. I august 2012 skiftede han til Hamburger SV i Tyskland.

## Landshold
Badelj står (pr. marts 2018) noteret for 36 kampe og én scoring for Kroatiens landshold, som han debuterede for 23. maj 2010 i en venskabskamp mod Wales. Han repræsenterede sit land ved både EM i 2012, VM i 2014, EM 2016 og VM 2018.